# الفونزو بل

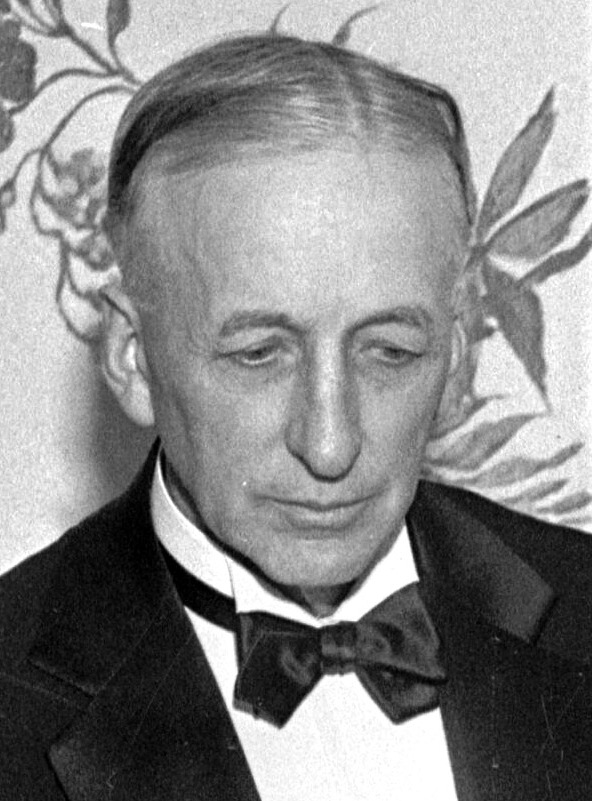
الفونزو بل

الفونزو بل (انگلیسی: Alphonzo Bell; ۲۹ سپتامبر ۱۸۷۵ – ۲۷ دسامبر ۱۹۴۷) تنیس‌باز و کارآفرین اهل ایالات متحده آمریکا بود.